# Petre Diaconu
Petre Diaconu (n. 6 octombrie 1924, Durostor – d. aprilie 2007) a fost un arheolog, istoric și cercetător român.

## Biografie
A urmat studiile secundare la Silistra, iar cele universitare la Facultatea de Istorie din cadrul Universității din București. A fost cercetător între anii 1953-1965 la Institutul de Arheologie din București, iar în anul 1971 a devenit doctor în istorie. A fost un arheolog care a studiat feudalismul timpuriu, lucrând totodată pe șantierele din zona Dobrogei.
A lucrat pe 19 șantiere arheologice conținând vestigii materiale din toate epocile, dar mai cu seamă din epocile romană și postromană:
- Dinogeția, Niculițel, Nalbant (județul Tulcea)
- Păcuiul lui Soare, Mangalia, Capidava, Murfatlar, Poarta Albă, Cochirleni, Cernavoda, Adamclisi (județul Constanța)
- Mănăstirea Neamț
- Ploiești
- București
- Porțile de Fier
- Lișcoteanca (județul Brăila)
- Viișoara, Mărculești (județul Ialomița)
- Coslogeni (județul Călărași)

A publicat note, recenzii, rapoarte preliminare, articole și 5 cărți (dintre care 3 în colaborare), cele mai multe lucrări fiind tipărite în țară dar și în străinătate (25 de lucrări): Germania, Spania, Cehoslovacia, Bulgaria, Iugoslavia, Grecia, SUA, Belgia. În majoritatea lucrărilor a abordat teme de arheologie, geografie istorică, paleodemografie, toponimie, privind în special regiunea Dunării de Jos.

### Contribuții importante - monografii, sinteze, rapoarte, săpături arheologice
- Săpăturile de la Păcuiul lui Soare, 1960, pp. 653-666
- Șantierul arheologic Păcuiul lui Soare, 1961, pp. 599-608
- Les Petchénègues au Bas Danube, București, 1970
- Păcuiul lui Soare. I. Cetatea bizantină, București, 1972 (în colaborare cu D. Vîlceanu)
- „The Petchenegs on the Lower Danube”, în Relations between the autochthonous population and the migratory populations on the territory of Romania, București, 1975, pp. 235-240
- Păcuiul lui Soare. II. Așezarea medievală, București, 1977 (în colaborare cu Silvia Baraschi)
- Les Coumans au Bas Danube aux XIe et XIIe siècles, București, 1978
- Capidava, monografie, vol. I, Bucuresti, 1958, 262 p. (în colaborare).
- Despre localizarea Vicinei în Pontica, III (1970), pp. 275-295;